# 1543 w polityce

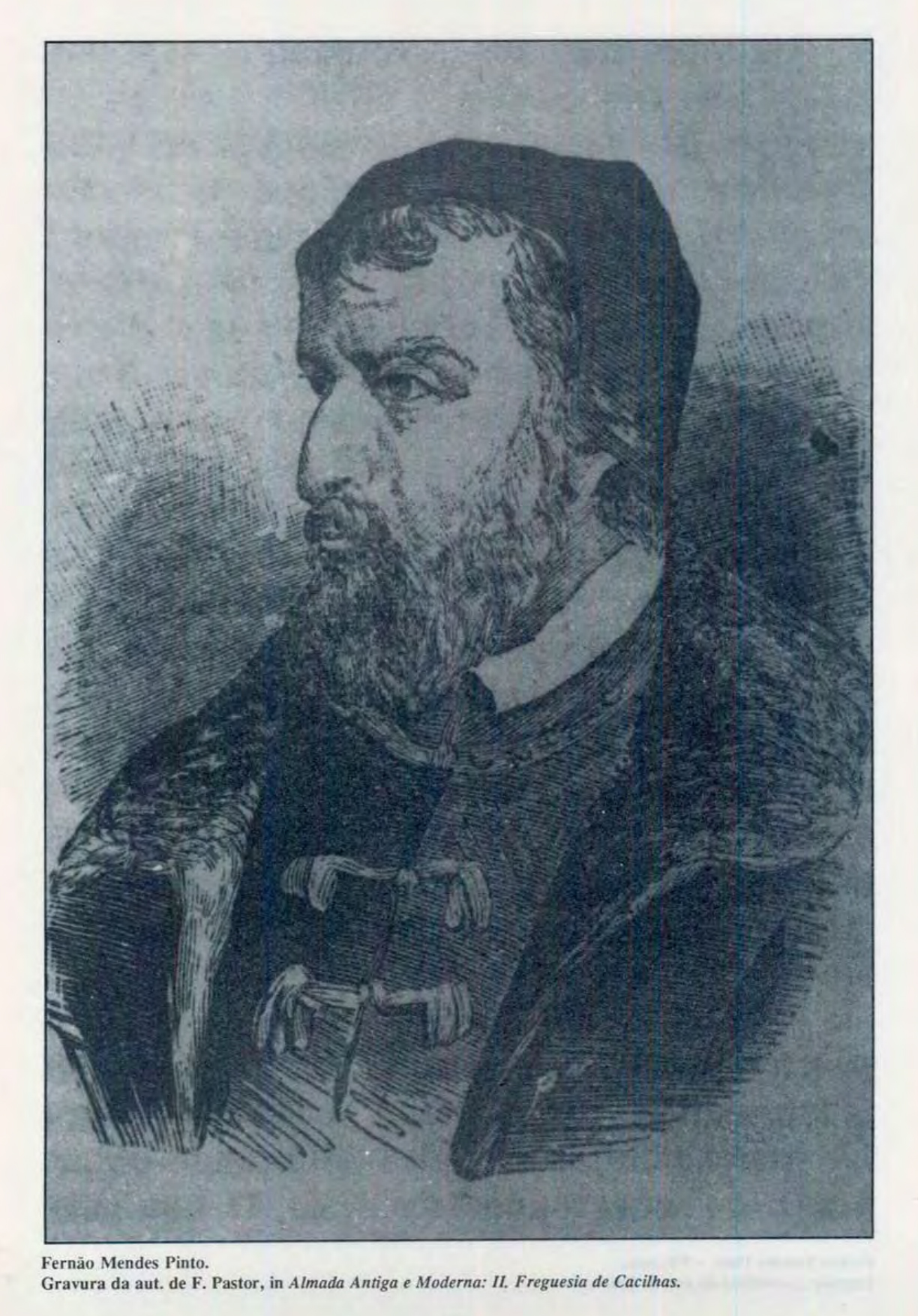
Fernão Mendes Pinto

Wydarzenia polityczne w 1543 roku.

## Wydarzenia
- Portugalski żeglarz Fernão Mendes Pinto jako pierwszy Europejczyk dociera do Japonii[1][2].

## Urodzili się
- 31 stycznia Ieyasu Tokugawa, siogun[3][4].

## Zmarli
- Magnus I, książę saski na Lauenburgu w latach 1507–1543[5].